# دوري الدرجة الأولى الليتواني 2019
دوري الدرجة الأولى الليتواني 2019 هو الموسم 30 من دوري الدرجة الأولى الليتواني. أقيم خلال الفترة 2 مارس 2019 وحتى 27 نوفمبر 2019، وأشرف على تنظيمه اتحاد ليتوانيا لكرة القدم، وكان عدد الأندية المشاركة فيه 8، وفاز فيه نادي سودوفا ماريامبوله.